# Nevriye Yılmaz
Pour les articles homonymes, voir Yılmaz.
Nevriye Yılmaz, née le 16 juin 1980 à Plovdiv en Bulgarie, est une joueuse turque et bulgare de basket-ball, évoluant au poste de pivot. Elle joue en équipe nationale turque.

## Biographie
Née en Bulgarie, cette joueuse d’origine turque rejoint Istanbul à l’âge de 9 ans avec le retour de ses parents dans leur pays d’origine. Elle commence le basket très tôt à Galatasaray avant de jouer ensuite en Grèce et en Bulgarie. Après un passage en Italie, elle revient en 2005 au pays pour jouer au Fenerbahçe İstanbul.
Durant les saisons d'étés, elle tente sa chance en WNBA. Après des essais infructueux avec le Sting de Charlotte puis le Sol de Miami, elle signe enfin avec Mercury de Phoenix comme agent libre, jouant 5 matchs. La saison suivante, elle joue avec les Silver Stars de San Antonio.
Avec sa sélection nationale, elle participe au Championnat d'Europe de basket-ball féminin 2005 qui se déroule dans son pays. Elle y obtient le titre de meilleure rebondeuse du tournoi. En 2011, la Turquie décroche la médaille d'argent.
Avec Galatasaray, elle remporte l'Euroligue féminine de basket-ball 2013-2014, premier titre européen d'un club turc.
Elle met un terme à sa carrière en 2016 et devient entraineuse assistante de Galatasaray aux côtés de Marina Maljković.

## Club

### Joueuse
- 1997-1998 : Fenerbahçe İstanbul ( Turquie)
- 1998-2000 : IUSC Istanbul( Turquie)
- 2000-2001 : Galatasaray SK ( Turquie)
- 2001-2002 : Nirosoft Carmiel ( Israël)
- 2001-2002 : Apollon Ptolemaidas [réf. nécessaire]
- 2002 : Akademic Plovdiv [réf. nécessaire]
- 2002-2003 : Termini di Mareze  ( Italie)
- 2003-2004 : Basket Spezia Club ( Italie)
- 2004-2005 : Pool Comense 1872 ( Italie)
- 2005-2012 : Fenerbahçe İstanbul ( Turquie)
- 2012-2016 : Galatasaray SK ( Turquie)

### Entraineuse
- 2016- : Galatasaray SK ( Turquie) (assistante)

### Ligue d’été
- 2003 : Mercury de Phoenix
- 2004 : Silver Stars de San Antonio

## Palmarès
Sélection nationale
- Championnat d'Europe
  -  Médaille d'argent au Championnat d'Europe 2011 en Pologne[5]
- Médaille de bronze au championnat d'Europe 2013 en France
  - 8e du Championnat d'Europe de basket-ball féminin 2005 en Turquie
- Autres
  - Médaille d'or des Jeux méditerranéens en 2005

Club
- Championne de Turquie 2006, 2007
- Vainqueure de la Coupe de Turquie 2006, 2007
- Vainqueure de la Supercoupe de Turquie 2007
- Coupe de Turquie : 2013[6]
- Vainqueur de l'Euroligue féminine de basket-ball 2013-2014

### Distinctions personnelles
- meilleure rebondeuse du Championnat d'Europe de basket-ball féminin 2005
- Élue dans le meilleur cinq du Championnat d'Europe 2011[7].